# ألان ر. هاولي
ألان ر. هاولي (بالإنجليزية: Alan Ramsay Hawley)‏ هو تاجر أسهم أمريكي، ولد في 29 يوليو 1864 في بيرث أمبوي في الولايات المتحدة، وتوفي في 16 فبراير 1938 في مانهاتن في الولايات المتحدة.